# Brug 213
Brug 213 is een vaste brug in Amsterdam-Centrum.

## Versie 1956/1957

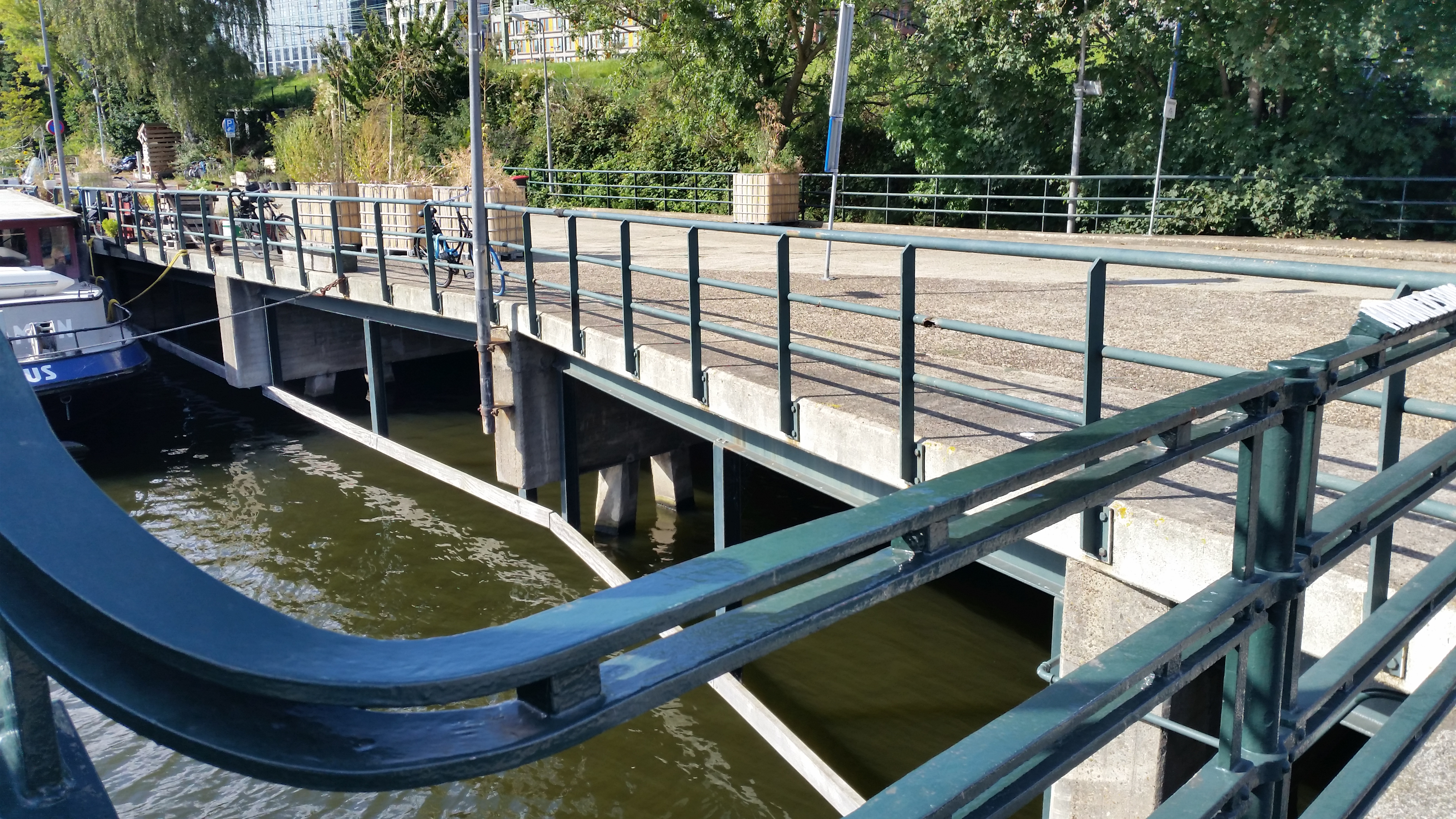
Zijaanzicht met op voorgrond Mariniersbrug (september 2019)

Ze is gelegen in de noordelijke kade van de Dijksgracht en overspant juist ook een gedeelte van het water van die gracht. Tot 1956 had de Dijksgracht hier geen kade, maar in verband met de voorbereidende werkzaamheden voor de IJ-tunnel en de luchtverversingstorens daarvan werd in 1956 een zevenhonderd meter lange weg aangelegd op die noordkade. Die weg loopt vanaf de Mariniersbrug tot aan het Oosterdoksdoorgang. De weg was mede noodzakelijk omdat de onderdoorgang Piet Heinkade (onder het spoor) destijds niet stevig genoeg bevonden werd voor het verkeer. De brug 213 verzorgt de aansluiting van de straat Dijksgracht en de Mariniersbrug. Vermoedelijk kreeg de brug haar vorm omdat er geen andere mogelijkheid was die aansluiting te maken door de weg boven de eigen gracht te leggen. De brug lijkt vooral geplaatst te zijn om het water bij waterverversing naar het gemaal Zeeburg ongehinderd de landhoofden van de Mariniersbrug te laten passeren. Het afwijkend uiterlijk dankt de brug aan het feit dat ze niet is ontworpen door de afdeling Bruggen, maar de afdeling Tunnelbouw; de brug die tevens dient als steiger zou slechts een tijdelijke karakter hebben, maar ligt er in de 21e eeuw nog. 
Het opvallende aan de brug is de fundering. Ze staat op scheef in de grond geplaatste heipalen waarop een soort betonnen pijler is gezet, die op zich weer de betonnen brug draagt. Met drijvers op het water wordt het onder de brug varen onmogelijk gemaakt.

## Eerdere versie
Het brugnummer 213 is een hergebruikt brugnummer. Eerder was het nummer toebedeeld aan een brug in de IJpolders nabij het voormalige eiland De Horn. Dat had een rondweg (Weg om de Horn); bij de kruising van die rondweg en Middenweg lag een bruggetje, die in 1955 een nieuw oostelijk landhoofd en vleugels zou krijgen. De Horn en Middenweg verdwenen al snel onder het zand bij de inrichting van het Westelijk Havengebied; alleen de naam Hornhaven verwijst nog naar het eilandje.
<<< · 200 · 201 · 202 · 203 · 204 · 205 · 206 · 207 · 208 · 209 ·  210 · 211 · 212 · 213 · 214 · 215 · 216 · 217 · 218 · 220 · 221 · 222 · 223 · 224 · 225 · 226 · 227 · 228 · 228P · 229 · 230 · 231 · 232 · 233 · 234 · 235 · 236 · 237 · 238 · 239 ·  240 · 241 · 242 · 243 · 244 · 245 · 246 · 247 · 248 · 249 ·  250 · 251 · 252 · 253 · 254 · 255 · 256 · 257 · 258 · 259 · 260 · 261 · 262 · 263 · 264 · 265 · 266 · 267 · 270 · 271 · 272 · 273 · 274 · 275 · 277 · 278 · 279 · 280 · 281 · 283 · 285 · 286 · 287 · 288 · 289 · 290 · 291 · 292 · 293 · 295 · 296 · 297 · 298 · 299 · >>>
Brugnummers 219, 268, 269, 276, 282, 284, 294 zijn niet (meer) in omloop.